# 自稱賢者弟子的賢者
《自稱賢者弟子的賢者》（簡稱「賢者弟子」，又稱「老夫真可愛」）是由創作、藤原插圖的一部輕小說，2012年4月於投稿網站成为小说家吧開始連載，並有漫畫、廣播劇及電視動畫衍生作品。單行本由微雜誌社出版，截止至2024年3月，單行本銷量已突破250萬冊。
本作的改編漫畫由すえみつぢっか繪製，於微雜誌社旗下雜誌《Comic Ride》2016年7月號開始連載。2020年5月，宣布本作將動畫化。改編電視動畫於2022年1月至3月播放。

## 主角
米菈／軍勢之鄧布利夫/鄧不利夫·甘道多（聲優：（米菈）大森日雅、丹下櫻（廣播劇）；〔鄧不利夫）佐佐木功）
召唤術士「鄧不利夫」，九賢者之一，由於其招喚術強大到猶如軍勢一般可抵萬軍，因此得到「軍勢之鄧不利夫」的別名。
本名：咲森 鑑（さきもり かがみ）。28歲的青年。使用了即將過期的遊戲點數購買了物品“化妝盒”，並抱著玩耍的心態將虛擬形象捏成了理想中的美少女，但因為通宵的疲勞而睡著了。醒來後，發現自己身處在遊戲世界，而且發現並不是她最喜歡的角色「鄧不利夫」，而是變成理想中的美少女。
因外表無法變回那嚴肅長者而感到極度動搖的同時，也注意到無法從遊戲世界中登出。並且，也因為向自己搭話的NPC變得跟人類一樣擁有了自我意識，對於遊戲變成「現實」的事而感到驚訝。
如果被別人知道世界聞名的賢者“軍勢之鄧布利夫”變成了美少女的姿態會影響到自己的尊嚴，因此取自己本名的一部份，以賢者的弟子「米菈」自稱（鑑かがみ→鏡→ミラー）。
所羅門（聲：山岡百合∕村瀨步）
阿爾凱特王國的國王，也是遊戲中玩家自創的王國之一，與鄧不利夫在現實中是朋友，是一名軍事宅。
利用魔導力與自己在現實世界擁有的軍事宅知識作結合，創造了許多現代化的軍事武器（如裝甲車）。
被鄧不利夫稱作最會使喚人的國王。
露米娜莉亞（聲：日向未南）
九賢者之一的魔術士賢者。別名「天災的露米娜莉亞」。
VRMMO的玩家，比米菈早20年，比所羅門晚10年後轉移到遊戲的世界。在這段期間唯一在阿爾凱特王國工作的九賢者，十年前的“三神國防衛戰”中與所羅門及各塔的代理賢者力戰入侵的惡魔。
雖然外表是個美女，操縱角色的卻是一位男性，在和米菈、所羅門等關係親密的人對話時會使用一些男性用語，個性十分潑辣，每次洗澡時都喜歡露出傲人的身材，也很喜歡玩弄變成美少女的鄧不利夫。
索爾霍爾（聲優：平川大輔）
九賢者之一的死靈術士賢者。別名「巨壁的索爾霍爾」。名稱的由來是因為會召喚數個城堡哥雷姆在把其變形成巨大的武裝城牆，稱呼鄧不利夫為「長老」，即便其變成美少女米菈的現在依舊這麼稱呼。
在VRMMO時代是個病態的不死娘愛好者，是個對不死系怪物的喜愛到了常人無法比擬的玩家。曾經觸發事件而獲得老婆「伊莉娜」及其遗物。
神樂／鈿女
九賢者之一的陰陽術士賢者。別名「七星之神樂」。稱呼鄧不利夫為「爺爺」，由於為式神取的名字都很有自己的特色，因此被鄧不利夫發現真實身分。
為保護曾救過自己一命的精靈一族而創立「五十鈴聯盟」，因為一些情況而使用「鈿女」這個稱呼來擔任「五十鈴聯盟」的總帥，為了讓真身是九賢者之一的這件事不被人發現，平時會將臉部遮起來。
愛蒂西雅
九賢者之一的聖術士賢者。別名「相剋的愛蒂西雅」。
為世界第二大玩家國「尼爾瓦納皇國」的女王“阿爾瑪”的大嫂。剛來到這世界時，創立了孤兒院來幫助孤兒，但是卻被人口販賣組織盯上，一怒之下毀滅了一個據點，卻也引起了拉斯特瑞德的注意，兩人成功相遇，並於森林樹梢處搭建了新孤兒院。
拉斯特瑞德
九賢者之一的降魔術士。別名「奇緣的拉斯特瑞德」。稱呼鄧不利夫為「司令官」及所羅門為「總司令」，被所羅門稱呼為「赤君」。是一個特攝英雄宅所以擁有正义的性格，甚至自稱英雄「星崎昂」。
剛來到世界時，到處行俠仗義，再一次要襲擊某販賣人口的組織時卻發現此據點早已被破壞，在調查之後才發現是另一名賢者“愛蒂西雅”所為，兩人相遇後在森林樹梢出搭建了孤兒院。
梅鈴（聲優：小澤亞李）
九賢者之一的仙術士賢者。別名「掌握之梅鈴」。
九賢者的火力擔當之一，於第三卷中展現了能將魔獸隔空握住在空中並直接炸碎的能力。
正在世界各地進行武者修行，因不想被賢者身分阻礙修行而刻意迴避所有的徵召，會使用仙術技能束縛自身實力到與對手同等，在正面將其擊破。
芙蓉
九賢者之一的無形術士賢者。別名「超常的芙蓉」
九賢者中最喜愛研究術式的兩人之一，目前仍舊下落不明。
九賢者中唯一不是術士的賢者，主職業是暗騎士，但是卻不修練劍術，而是專研法術。
華倫汀
九賢者之一的退魔術士賢者。別名「影繪之華倫汀」，一旦約定的事就一定会实行。
九賢者三位火力擔當之一，也是其中對魔獸戰最強者。已從中二病畢業，平時的穿搭為西裝，但是戰鬥時卻會變回原來的中二服飾。

## 出版書籍

### 輕小說
| 集數 | 微雜誌社       | 微雜誌社                         | 青文出版社     | 青文出版社                        |
| 集數 | 發售日期       | ISBN                             | 發售日期       | ISBN / EAN                        |
| ---- | -------------- | -------------------------------- | -------------- | --------------------------------- |
| 1    | 2014年6月30日  | ISBN 978-4-89637-465-0           | 2019年1月21日  | EAN 4718016034983 （特別版）      |
| 1    | 2014年6月30日  | ISBN 978-4-89637-465-0           | 2019年1月21日  | ISBN 978-986-356-737-0（普通版）  |
| 2    | 2014年11月29日 | ISBN 978-4-89637-485-8           | 2019年3月26日  | EAN 4718016035157（特別版）       |
| 2    | 2014年11月29日 | ISBN 978-4-89637-485-8           | 2019年3月26日  | ISBN 978-986-356-794-3（普通版）  |
| 3    | 2015年5月30日  | ISBN 978-4-89637-508-4           | 2019年5月9日   | EAN 4718016036093（特別版）       |
| 3    | 2015年5月30日  | ISBN 978-4-89637-508-4           | 2019年5月9日   | ISBN 978-986-356-890-2（普通版）  |
| 4    | 2015年11月30日 | ISBN 978-4-89637-541-1           | 2019年8月5日   | EAN 4718016036291（特別版）       |
| 4    | 2015年11月30日 | ISBN 978-4-89637-541-1           | 2019年8月5日   | ISBN 978-986-512-001-6（普通版）  |
| 5    | 2016年4月28日  | ISBN 978-4-89637-562-6（通常版） | 2019年10月16日 | EAN 4718016036963（特別版）       |
| 5    | 2016年4月28日  | ISBN 978-4-89637-563-3（特別版） | 2019年10月16日 | ISBN 978-986-512-066-5（普通版）  |
| 6    | 2016年10月28日 | ISBN 978-4-89637-589-3           | 2020年1月30日  | EAN 4718016037212（特別版）       |
| 6    | 2016年10月28日 | ISBN 978-4-89637-589-3           | 2020年1月30日  | ISBN 978-986-512-219-5（普通版）  |
| 7    | 2017年3月31日  | ISBN 978-4-89637-621-0（通常版） | 2020年5月14日  | EAN 4718016037816（特別版）       |
| 7    | 2017年3月31日  | ISBN 978-4-89637-622-7（特別版） | 2020年5月14日  | ISBN 978-986-512-356-7（普通版）  |
| 8    | 2017年10月31日 | ISBN 978-4-89637-661-6           | 2020年8月3日   | EAN 4718016037960（特別版）       |
| 8    | 2017年10月31日 | ISBN 978-4-89637-661-6           | 2020年8月3日   | ISBN 978-986-512-424-3（普通版）  |
| 9    | 2018年4月28日  | ISBN 978-4-89637-742-2           | 2020年10月19日 | EAN 4718016038332（特別版）       |
| 9    | 2018年4月28日  | ISBN 978-4-89637-742-2           | 2020年10月19日 | ISBN 978-986-512-577-6（普通版）  |
| 10   | 2018年11月30日 | ISBN 978-4-89637-835-1           | 2021年2月4日   | ISBN 978-986-512-774-9（特別版）  |
| 10   | 2018年11月30日 | ISBN 978-4-89637-835-1           | 2021年2月4日   | ISBN 978-986-512-735-0（普通版）  |
| 11   | 2019年5月30日  | ISBN 978-4-89637-882-5           | 2021年3月29日  | ISBN 978-986-512-921-7（特別版）  |
| 11   | 2019年5月30日  | ISBN 978-4-89637-882-5           | 2021年3月29日  | ISBN 978-986-512-920-0（普通版）  |
| 12   | 2019年11月30日 | ISBN 978-4-8963-7941-9           | 2021年5月20日  | ISBN 978-986-549-896-2（特別版）  |
| 12   | 2019年11月30日 | ISBN 978-4-8963-7941-9           | 2021年5月20日  | ISBN 978-986-549-895-5（普通版）  |
| 13   | 2020年5月29日  | ISBN 978-4-8671-6012-1           | 2021年7月1日   | ISBN 978-626-303-228-6（特別版）  |
| 13   | 2020年5月29日  | ISBN 978-4-8671-6012-1           | 2021年7月1日   | ISBN 978-626-303-227-9（普通版）  |
| 14   | 2020年11月30日 | ISBN 978-4-8671-6083-1           | 2022年2月14日  | ISBN 978-626-303-844-8（特別版）  |
| 14   | 2020年11月30日 | ISBN 978-4-8671-6083-1           | 2022年2月14日  | ISBN 978-626-303-843-1 （普通版） |
| 15   | 2021年5月31日  | ISBN 978-4-8671-6147-0           | 2022年5月9日   | ISBN 978-626-322-446-9（特別版）  |
| 15   | 2021年5月31日  | ISBN 978-4-8671-6147-0           | 2022年5月9日   | ISBN 978-626-322-445-2（普通版）  |
| 16   | 2021年12月28日 | ISBN 978-4-8671-6227-9           | 2022年7月25日  | ISBN 978-626-322-750-7（特別版）  |
| 16   | 2021年12月28日 | ISBN 978-4-8671-6227-9           | 2022年7月25日  | ISBN 978-626-322-749-1（普通版）  |
| 17   | 2022年4月30日  | ISBN 978-4-8671-6282-8           | 2023年1月9日   | ISBN 978-626-340-405-2（特別版）  |
| 17   | 2022年4月30日  | ISBN 978-4-8671-6282-8           | 2023年1月9日   | ISBN 978-626-340-404-5（普通版）  |
| 18   | 2023年1月30日  | ISBN 978-4-86716-387-0           | 2024年1月17日  | ISBN 978-626-362-411-5（特別版）  |
| 18   | 2023年1月30日  | ISBN 978-4-86716-387-0           | 2024年1月17日  | ISBN 978-626-362-412-2（普通版）  |
| 19   | 2023年8月30日  | ISBN 978-4-86716-463-1           | 2024年10月11日 | ISBN 978-626-399-483-6（特別版）  |
| 19   | 2023年8月30日  | ISBN 978-4-86716-463-1           | 2024年10月11日 | ISBN 978-626-399-482-9（普通版）  |
| 20   | 2024年2月29日  | ISBN 978-4-86716-538-6           | 2025年7月9日   | ISBN 978-626-422-628-8（特別版）  |
| 20   | 2024年2月29日  | ISBN 978-4-86716-538-6           | 2025年7月9日   | ISBN 978-626-422-627-1（普通版）  |
| 21   | 2024年9月30日  | ISBN 978-4-86716-636-9           |                |                                   |
| 22   | 2025年4月30日  | ISBN 978-4-86716-752-6（通常版） |                |                                   |
| 22   | 2025年4月30日  | ISBN 978-4-86716-753-3（限定版） |                |                                   |

### 漫畫
| 卷數 | 微雜誌社       | 微雜誌社               | 青文出版社    | 青文出版社             |
| 卷數 | 發售日期       | ISBN                   | 發售日期      | ISBN                   |
| ---- | -------------- | ---------------------- | ------------- | ---------------------- |
| 1    | 2017年3月31日  | ISBN 978-4-89637-620-3 | 2021年2月5日  | ISBN 978-986-512-713-8 |
| 2    | 2017年10月31日 | ISBN 978-4-89637-665-4 | 2021年2月5日  | ISBN 978-986-512-797-8 |
| 3    | 2018年4月28日  | ISBN 978-4-89637-746-0 | 2021年5月6日  | ISBN 978-986-549-890-0 |
| 4    | 2018年11月30日 | ISBN 978-4-89637-840-5 | 2021年7月14日 | ISBN 978-626-303-300-9 |
| 5    | 2019年6月29日  | ISBN 978-4-89637-895-5 | 2022年1月13日 | ISBN 978-6-26303-979-7 |
| 6    | 2020年1月30日  | ISBN 978-4-89637-976-1 | 2021年1月24日 | ISBN 978-6-26322-127-7 |
| 7    | 2020年10月30日 | ISBN 978-4-86716-071-8 | 2022年6月25日 | ISBN 978-6-26322-500-8 |
| 8    | 2021年5月28日  | ISBN 978-4-86716-142-5 | 2022年8月31日 | ISBN 978-626-322-882-5 |
| 9    | 2022年1月31日  | ISBN 978-4-86716-236-1 | 2023年1月11日 | ISBN 978-626-340-400-3 |
| 10   | 2022年10月31日 | ISBN 978-4-86716-350-4 | 2023年8月9日  | ISBN 978-626-362-210-4 |
| 11   | 2023年7月28日  | ISBN 978-4-86716-448-8 |               |                        |
| 12   | 2024年3月28日  | ISBN 978-4-86716-549-2 |               |                        |
| 13   | 2024年12月25日 | ISBN 978-4-86716-685-7 |               |                        |
| 14   | 2025年7月31日  | ISBN 978-4-86716-807-3 |               |                        |

- 外傳《自稱賢者弟子的賢者外傳 ～米菈與很棒的召喚精靈們～》

| 集數 | 微雜誌社      | 微雜誌社               |
| 集數 | 發售日期      | ISBN                   |
| ---- | ------------- | ---------------------- |
| 1    | 2021年5月28日 | ISBN 978-4-86716-145-6 |
| 2    | 2022年1月31日 | ISBN 978-4-86716-237-8 |

- 外傳《自稱賢者弟子的賢者外傳 ～瑪麗安娜遙遠的日子～》

| 集數 | 微雜誌社      | 微雜誌社               |
| 集數 | 發售日期      | ISBN                   |
| ---- | ------------- | ---------------------- |
| 1    | 2022年1月31日 | ISBN 978-4-86716-238-5 |

## 電視動畫
2022年1月8日在美国Funimation的YouTube官方平台举办第1话先行上映会。

### 製作人員
- 原作：
- 角色原案：藤ちょこ
- 導演：元永慶太郎
- 劇本統籌：鴻野貴光
- 人物設定：堀井久美
- 美術設定：大平司
- 美術監督：Scott MacDonald
- 色彩設計：山本未有
- 撮影監督：横山翼
- 3D監督：後藤優一
- 編集：木村祥明
- 音響監督：蝦名恭範
- 音響效果：川田清貴
- 音響製作：DAX Production
- 音樂：坂部剛
- 音樂制作：MAGES.
- 動畫製作：studio A-CAT
- 製作：老夫真可愛製作委員会

### 主題曲
片頭曲「Ready Set Go」
主唱、作詞：亞咲花，作曲：久下真音、金子麻友愛，編曲:久下真音
第1話未使用。
片尾曲「Ambitious」
主唱：エラバレシ，作詞：葉月みこ，作曲：志倉千代丸
插入曲（第1話）
主唱：蕾蒂莎（岡本美歌），作詞：渡部紫緒，作曲、編曲：坂部剛

### 各話列表
| 話數   | 日文標題 | 中文標題                 | 劇本       | 分鏡                           | 演出             | 作畫監督                                                             | 總作畫監督                 | 首播日期       |
| ------ | -------- | ------------------------ | ---------- | ------------------------------ | ---------------- | -------------------------------------------------------------------- | -------------------------- | -------------- |
| 第1話  |          | 老夫真可愛……             | 鴻野貴光   | 元永慶太郎 岩畑剛一            | 元永慶太郎       | 古川博之、宮曉秀 相音光、山名秀和                                    | 堀井久美 平山圓 松尾真彥   | 2022年 1月12日 |
| 第2話  |          | 老夫說謊了……             | 鴻野貴光   | 岩畑剛一                       | 元永慶太郎       | 德田夢之介、木下由美子 松本和志、山名秀和 宇佐美翔平、宮曉秀         | 堀井久美 平山圓            | 1月19日        |
| 第3話  |          | 老夫…受不了這種場面啊    | 日暮茶坊   | 沖田宮奈                       | 矢花馨           | 李少雷、櫻井拓郎 松下純子                                            | 堀井久美、平山圓 松尾真彥  | 1月26日        |
| 第4話  |          | 老朽...到極限了！        | 中村浩二郎 | 岩畑剛一                       | 元永慶太郎       | 古川博之、宮暁秀、相音光、下川寿士                                   | 堀井久美、平山円、松尾真彦 | 2月1日         |
| 第5話  |          | 老朽、重生！             | 待田堂子   | 岩畑剛一                       | 元永慶太郎       | エバーグリーン                                                       | 堀井久美、平山円、松尾真彦 | 2月8日         |
| 第6話  |          | 老朽、被當成換裝娃娃     | 待田堂子   | 沖田宮奈                       | 矢花馨           | 鈴木信一、佐藤道雄、服部憲知、櫻井拓郎、粟井重紀、桜井木ノ実、魏旭龍 | 堀井久美、平山円           | 2月15日        |
| 第7話  |          | 老朽、最強！             | 中村浩二郎 | アベユーイチ                   | 元永慶太郎       | 渡辺一平太、川本和隆、中川実、エバーグリーン                         | 堀井久美、平山円、松尾真彦 | 2月22日        |
| 第8話  |          | 老朽、鄧不利夫           | 日暮茶坊   | 東海林真一、岩畑剛一           | ながはまのりひこ | さとう沙名栄、山本恭平                                               | 堀井久美、平山円、松尾真彦 | 3月1日         |
| 第9話  |          | 老朽、並不討厭這種發展   | 日暮茶坊   | 岩畑剛一                       | 則座誠           | 古川博之、宮暁秀、相音光、へばらぎ、BigOwl                           | 堀井久美、平山円、松尾真彦 | 3月9日         |
| 第10話 |          | 老朽、赤身裸體！         | 待田堂子   | 沖田宮奈                       | ながはまのりひこ | 渡辺一平太、加藤義貴、ゴーダ、tofu、清水、柴﨑聖香、中川実、服部未夢 | 堀井久美、平山円、松尾真彦 | 3月15日        |
| 第11話 |          | 老朽、沒有被誇獎耶...... | 鴻野貴光   | 古川博之、岩畑剛一、常盤健太郎 | 元永慶太郎       | 古川博之、相音光、エバーグリーン                                     | 堀井久美、平山円、松尾真彦 | 3月22日        |
| 第12話 |          | 老朽、登場！             | 鴻野貴光   | 古川博之、岩畑剛一、常盤健太郎 | 元永慶太郎       | 宮本武史、古川博之、相音光、エバーグリーン                           | 堀井久美、平山円、松尾真彦 | 3月29日        |

### 播放平台
日本深夜動畫：下文記載的日本国内播放時間使用日本標準時間（UTC+9）表示。因為部分時間标识會採用30小时制，因此請留意这类超过24:00的时间，其實際播放時間為翌日清晨。
| 播放日期        | 播放時間（UTC+9）        | 播放電視台     | 播放地區   | 備註                           |
| --------------- | ------------------------ | -------------- | ---------- | ------------------------------ |
| 2022年1月12日－ | 星期三0:30 - 1:00        | 東京都會電視台 | 東京都     |                                |
| 2022年1月12日－ | 星期三0:30 - 1:00        | BS日本         | 日本全國   | BS/BS4K放送/「アニメイズム」枠 |
| 2022年1月12日－ | 星期三3:00 - 3:30        | 每日放送       | 近畿廣域區 | 『アニメ特区』第2部            |
| 2022年1月15日－ | 星期六23:30 - 星期日0:00 | AT-X           | 日本全國   | CS放送/有重播                  |

網路上在ABEMA和DOCOMO動畫商城最快星期三0:00更新

### Blu-ray
| 卷    | 收录内容       | 发售日期      | 规格编号                                |
| ----- | -------------- | ------------- | --------------------------------------- |
| 第1卷 | 第1话 - 第4话  | 2022年4月27日 | KAXA-8281（限定盘） KAXA-8291（通常盘） |
| 第2卷 | 第5話 - 第8話  | 2022年5月25日 | KAXA-8292                               |
| 第3卷 | 第9話 - 第12話 | 2022年6月24日 | KAXA-8293                               |

### DVD
| 卷    | 收录内容       | 发售日期      | 规格编号   |
| ----- | -------------- | ------------- | ---------- |
| 第1卷 | 第1话 - 第4话  | 2022年4月27日 | KABA-11151 |
| 第2卷 | 第5話 - 第8話  | 2022年5月25日 | KABA-11152 |
| 第3卷 | 第9話 - 第12話 | 2022年6月24日 | KABA-11153 |

## 外部連結
- 成為小說家吧連載網站（日語）
- 電視動畫官方網站
- 電視動畫的X（前Twitter）